# Oktant (Geometrie)

Die drei Koordinatenebenen (x=0, y=0, z=0) unterteilen den Raum in acht Oktanten. Sie werden mit den acht Würfelecken-Koordinaten der Form (±,±,±) bezeichnet. In der horizontalen Koordinatenebene sieht man die vier Quadranten zwischen der x- und y-Achse. (Die Nummerierung der Punkte ist balanciert ternär mit der kleinsten Stelle links, also little-endian.)

Oktant ist ein mathematischer Begriff, es handelt sich um eine Verallgemeinerung des Quadranten in drei Dimensionen. Im dreidimensionalen Raum wird ein Kartesisches Koordinatensystem durch die 3 Koordinatenebenen in 8 Teile zerlegt, diese Teile des Raumes werden als Oktanten bezeichnet. Da die begrenzenden Koordinatenebenen in der Regel zu keinem Oktanten gehören, geben die jeweiligen Vorzeichen der Koordinaten eines Punktes im dreidimensionalen Raum an, in welchem der acht Oktanten ein Punkt liegt. Ein Oktant ist die dreidimensionale Ausprägung eines Orthant.

## Verkörperung
Radarreflektoren, die als Tripelspiegel ausgebildet sind, verkörpern anschaulich einen oder auch mehrere Oktanten.